# Хроника Великой Отечественной войны

## 1941 год

### Июнь 1941 года
Северный фронт начал Оборону Ханко (22 июня — 2 декабря) и Оборону Заполярья (29 июня — 10 октября).
Северо-Западный фронт начал Прибалтийскую стратегическую оборонительную операцию (22 июня — 9 июля).
Западный фронт начал Белостокско-Минское сражение (22 июня — 9 июля).
Юго-Западный фронт начал Львовско-Черновицкую стратегическую оборонительную операцию (22 июня — 6 июля).
Южный фронт образован 25 июня.

### Июль 1941 года
Северный фронт продолжал Оборону Ханко (22 июня — 2 декабря) и Оборону Заполярья (29 июня — 10 октября).
Северо-Западный фронт завершил Прибалтийскую стратегическую оборонительную операцию (22 июня — 9 июля) и начал Ленинградскую оборонительную операцию (10 июля — 30 сентября).
Западный фронт завершил Белостокско-Минское сражение (22 июня — 9 июля) и начал Смоленское сражение (1941) (10 июля — 10 сентября).
Центральный фронт образован 24 июля, участвовал в Смоленском сражении (10 июля — 10 сентября).
Резервный фронт образован 30 июля.
Юго-Западный фронт завершил Оборонительную операцию на Западной Украине (22 июня — 6 июля) и начал Киевскую оборонительную операцию (7 июля — 26 сентября).
Южный фронт провёл Приграничное сражение в Молдавии (1 июля — 26 июля), начал Тирасполь-Мелитопольскую оборонительную операцию (27 июля — 28 сентября).

### Август 1941 года
Северный фронт продолжал Оборону Ханко (22 июня — 2 декабря), Оборону Заполярья (29 июня — 10 октября), участвовал в Обороне Таллина (5 августа — 28 августа). 23 августа Северный фронт был разделён на Карельский фронт и Ленинградский фронт.
Северо-Западный фронт продолжал Ленинградскую оборонительную операцию (10 июля — 30 сентября).
Западный фронт участвовал в Смоленском сражении (10 июля — 10 сентября).
Резервный фронт участвовал в Смоленском сражении, начал Ельнинскую операцию (30 августа — 8 сентября).
Брянский фронт создан 14 августа, участвовал в Смоленском сражении.
Центральный фронт участвовал в Смоленском сражении, расформирован 26 августа.
Юго-Западный фронт продолжал Киевскую оборонительную операцию (7 июля — 26 сентября).
Южный фронт продолжал Тирасполь-Мелитопольскую оборонительную операцию (27 июля — 28 сентября).
Одесский оборонительный район проводил оборону Одессы (5 августа — 16 октября).
Закавказский фронт сформирован 23 августа, начал Иранскую операцию (25 августа — 17 сентября).

### Сентябрь 1941 года
Карельский фронт продолжал Оборону Заполярья (29 июня — 10 октября).
Ленинградский фронт продолжал Оборону Ханко (22 июня — 2 декабря), начал Моонзундскую оборонительную операцию (6 сентября — 22 октября 1941, провел Синявинскую операцию (10 сентября — 26 сентября) и завершил Ленинградскую оборонительную операцию (10 июля — 30 сентября).
Северо-Западный фронт завершил Ленинградскую оборонительную операцию (10 июля — 30 сентября).
Западный фронт завершил Смоленское сражение (10 июля — 10 сентября).
Резервный фронт завершил Ельнинскую операцию (30 августа — 8 сентября) и Смоленское сражение (10 июля — 10 сентября).
Брянский фронт завершил Смоленское сражение (10 июля — 10 сентября) и начал Орловско-Брянскую операцию (30 сентября — 23 октября) в ходе Битвы за Москву (30 сентября — 5 декабря).
Юго-Западный фронт завершил Киевскую оборонительную операцию (7 июля — 26 сентября) и начал Сумско-Харьковскую оборонительную операцию (30 сентября — 30 ноября).
Южный фронт завершил Тирасполь-Мелитопольскую оборонительную операцию (27 июля — 28 сентября) и начал Донбасскую оборонительную операцию (29 сентября — 4 ноября).
Одесский оборонительный район продолжал оборону Одессы (5 августа — 16 октября).
Закавказский фронт завершил Иранскую операцию (25 августа — 17 сентября).

### Октябрь 1941 года
Карельский фронт завершил Оборону Заполярья (29 июня — 10 октября).
Ленинградский фронт завершил Моонзундскую оборонительную операцию (6 сентября — 22 октября), продолжал Оборону Ханко (22 июня — 2 декабря), провёл Синявинскую операцию (20 октября — 28 октября), Стрельнинско-Петергофскую операцию (5 октября — 10 октября), начал Тихвинскую оборонительную операцию (16 октября — 18 ноября).
Северо-Западный фронт начал Тихвинскую оборонительную операцию (16 октября — 18 ноября).
Калининский фронт образован 17 октября, в ходе Битвы за Москву участвовал в Калининской оборонительной операции (10 октября — 4 декабря).
Западный фронт в ходе Битвы за Москву (30 сентября — 7 января) провёл Вяземскую операцию (2 октября — 13 октября), Можайско-Малоярославецкую операцию (10 октября — 30 октября), начал Калининскую оборонительную операцию (10 октября — 4 декабря).
Резервный фронт расформирован 10 октября.
Брянский фронт в ходе Битвы за Москву (30 сентября — 5 декабря) завершил Орловско-Брянскую операцию (30 сентября — 23 октября) и начал Тульскую оборонительную операцию (24 октября — 5 декабря).
Юго-Западный фронт продолжал Сумско-Харьковскую оборонительную операцию (30 сентября — 30 ноября).
Южный фронт продолжал Донбасскую оборонительную операцию (29 сентября — 4 ноября).
Войска Крыма начали Крымскую оборонительную операцию (18 октября — 16 ноября) и Оборону Севастополя (30 октября 1941 — 9 июля 1942).
Одесский оборонительный район завершил оборону Одессы (5 августа — 16 октября).

### Ноябрь 1941 года
Ленинградский фронт продолжал Оборону Ханко (22 июня — 2 декабря), Тихвинскую оборонительную операцию (16 октября — 18 ноября) и начал Тихвинскую наступательную операцию (10 ноября — 30 декабря).
Северо-Западный фронт завершил Тихвинскую оборонительную операцию (16 октября — 18 ноября) и начал Тихвинскую наступательную операцию (10 ноября — 30 декабря).
Калининский фронт в ходе Битвы за Москву проводил Калининскую оборонительную операцию (10 октября — 4 декабря).
Западный фронт проводил Клинско-Солнечногорскую оборонительную операцию (15 ноября — 5 декабря) и Тульскую оборонительную операцию (24 октября — 5 декабря).
Брянский фронт проводил Тульскую оборонительную операцию (24 октября — 5 декабря), был расформирован 10 ноября.
Юго-Западный фронт завершил Сумско-Харьковскую оборонительную операцию (30 сентября — 30 ноября).
Южный фронт завершил Донбасскую оборонительную операцию (29 сентября — 4 ноября) и начал Ростовскую операцию (5 ноября — 2 декабря).
Войска Крыма продолжали Оборону Севастополя (30 октября 1941 — 9 июля 1942) и завершили Крымскую оборонительную операцию (18 октября — 16 ноября).

### Декабрь 1941 года
Ленинградский фронт завершил Оборону Ханко (22 июня — 2 декабря) и Тихвинскую наступательную операцию (10 ноября — 30 декабря).
Волховский фронт образован 17 декабря, завершил Тихвинскую наступательную операцию (10 ноября — 30 декабря).
Северо-Западный фронт завершил Тихвинскую наступательную операцию (10 ноября — 30 декабря).
Калининский фронт в ходе Битвы за Москву завершил Калининскую оборонительную операцию (10 октября — 4 декабря) и начал Калининскую наступательную операцию (5 декабря 1941 — 7 января 1942).
Западный фронт завершил Клинско-Солнечногорскую оборонительную операцию (15 ноября — 5 декабря), Тульскую оборонительную операцию (24 октября — 5 декабря) и начал Клинско-Солнечногорскую наступательную операцию (6 декабря — 25 декабря), Тульскую наступательную операцию (6 декабря — 16 декабря), Наро-Фоминскую операцию (1 декабря — 5 декабря) и Калужскую операцию (17 декабря — 5 января 1942).
Брянский фронт вновь сформирован 24 декабря.
Юго-Западный фронт провёл Елецкую операцию (6 декабря — 16 декабря).
Южный фронт завершил Ростовскую операцию (5 ноября — 2 декабря).
Закавказский фронт начал Керченско-Феодосийскую десантную операцию (26 декабря — 20 мая 1942).
Войска Крыма продолжали Оборону Севастополя (30 октября 1941 — 9 июля 1942).

## 1942 год

### Январь 1942 года
Карельский фронт провёл Медвежьегорскую наступательную операцию (3 января — 10 января).
Ленинградский фронт и Волховский фронт начали Любаньскую операцию (7 января — 30 апреля).
Северо-Западный фронт начал Торопецко-Холмскую операцию (9 января — 6 февраля) и Демянскую операцию (7 января — 20 мая).
Калининский фронт в ходе Битвы за Москву завершил Калининскую наступательную операцию (5 декабря 1941 — 7 января 1942) и начал Ржевско-Вяземскую операцию (8 января — 20 апреля).
Западный фронт завершил Калужскую операцию (17 декабря — 5 января 1942) и начал Ржевско-Вяземскую операцию (8 января — 20 апреля).
Брянский фронт начал Болховскую операцию (8 января — 20 апреля).
Юго-Западный фронт провёл Курско-Обоянскую операцию (3 января — 26 января) и Барвенковско-Лозовскую операцию (18 января — 31 января).
Южный фронт провёл Барвенковско-Лозовскую операцию (18 января — 31 января).
Закавказский фронт начал Керченско-Феодосийскую десантную операцию (26 декабря — 20 мая 1942).
Крымский фронт образован 28 января.
Войска Крыма продолжали Оборону Севастополя (30 октября 1941 — 9 июля 1942).

### Февраль 1942 года
Ленинградский фронт и Волховский фронт продолжали Любаньскую операцию (7 января — 30 апреля).
Северо-Западный фронт продолжал Торопецко-Холмскую операцию (9 января — 6 февраля) и Демянскую операцию (7 января — 20 мая).
Калининский фронт и Западный фронт в ходе Битвы за Москву продолжали Ржевско-Вяземскую операцию (8 января — 20 апреля).
Брянский фронт продолжал Болховскую операцию (8 января — 20 апреля).
Крымский фронт продолжал Керченско-Феодосийскую десантную операцию (26 декабря — 20 мая 1942).
Войска Крыма продолжали Оборону Севастополя (30 октября 1941 — 9 июля 1942).

### Март 1942 года
Ленинградский фронт и Волховский фронт продолжали Любаньскую операцию (7 января — 30 апреля).
Северо-Западный фронт продолжал Демянскую операцию (7 января — 20 мая).
Калининский фронт и Западный фронт в ходе Битвы за Москву продолжали Ржевско-Вяземскую операцию (8 января — 20 апреля).
Брянский фронт продолжал Болховскую операцию (8 января — 20 апреля).
Крымский фронт продолжал Керченско-Феодосийскую десантную операцию (26 декабря — 20 мая 1942).
Войска Крыма продолжали Оборону Севастополя (30 октября 1941 — 9 июля 1942).

### Апрель 1942 года
Карельский фронт начал Кестеньгскую операцию (24 апреля — 11 мая) и Мурманскую операцию (28 апреля — 13 мая).
Ленинградский фронт и Волховский фронт завершили Любаньскую операцию (7 января — 30 апреля).
Северо-Западный фронт продолжал Демянскую операцию (7 января — 20 мая).
Калининский фронт и Западный фронт в ходе Битвы за Москву завершили Ржевско-Вяземскую операцию (8 января — 20 апреля).
Брянский фронт завершил Болховскую операцию (8 января — 20 апреля).
Крымский фронт продолжал Керченско-Феодосийскую десантную операцию (26 декабря — 20 мая 1942).
Войска Крыма продолжали Оборону Севастополя (30 октября 1941 — 9 июля 1942).

### Май 1942 года
Карельский фронт завершил Кестеньгскую операцию (24 апреля — 11 мая) и Мурманскую операцию (28 апреля — 13 мая).
Северо-Западный фронт завершил Демянскую операцию (7 января — 20 мая).
Брянский фронт, Юго-Западный фронт и Южный фронт провели Харьковскую операцию (12 мая — 29 мая).
Крымский фронт завершил Керченско-Феодосийскую десантную операцию (26 декабря — 20 мая 1942).
Северо-Кавказский фронт образован 20 мая.
Закавказский фронт вновь сформирован 15 мая.
Войска Крыма продолжали Оборону Севастополя (30 октября 1941 — 9 июля 1942).

### Июнь 1942 года
Брянский фронт, Юго-Западный фронт и Южный фронт начали Воронежско-Ворошиловградскую операцию (28 июня — 24 июля).
Войска Крыма продолжали Оборону Севастополя (30 октября 1941 — 9 июля 1942).

### Июль 1942 года
Калининский фронт провёл Холм-Жирковскую оборонительную операцию (2 июля — 23 июля) и начал Первую Ржевско-Сычёвскую операцию (30 июля — 23 августа).
Западный фронт начал Первую Ржевско-Сычёвскую операцию (30 июля — 23 августа).
Брянский фронт завершил Воронежско-Ворошиловградскую операцию (28 июня — 24 июля).
Воронежский фронт образован 7 июля, завершил Воронежско-Ворошиловградскую операцию (28 июня — 24 июля).
Юго-Западный фронт завершил Воронежско-Ворошиловградскую операцию (28 июня — 24 июля) и провёл Донбасскую оборонительную операцию (7 июля — 24 июля).
Сталинградский фронт образован 12 июля, начал Сталинградскую стратегическую оборонительную операцию (17 июля — 18 ноября).
Южный фронт завершил Воронежско-Ворошиловградскую операцию (28 июня — 24 июля), провёл Донбасскую оборонительную операцию (7 июля — 24 июля) и начал Северо-кавказскую стратегическую оборонительную операцию (25 июля — 31 декабря).
Северо-Кавказский фронт и Закавказский фронт начали Северо-кавказскую стратегическую оборонительную операцию (25 июля — 31 декабря).
Войска Крыма завершили Оборону Севастополя (30 октября 1941 — 9 июля 1942).

### Август 1942 года
Ленинградский фронт и Волховский фронт начали Синявинскую операцию (19 августа — 10 октября).
Калининский фронт завершил Первую Ржевско-Сычёвскую операцию (30 июля — 23 августа).
Западный фронт провёл Первую Ржевско-Сычёвскую операцию (30 июля — 23 августа) и контрудар в районе Сухиничи, Козельск (22 августа — 29 августа).
Сталинградский фронт продолжал Сталинградскую стратегическую оборонительную операцию (17 июля — 18 ноября).
Юго-Восточный фронт образован 5 августа, проводил Сталинградскую стратегическую оборонительную операцию (17 июля — 18 ноября).
Северо-Кавказский фронт провёл Армавиро-Майкопскую операцию (6 августа — 17 августа) и Новороссийскую операцию (19 августа — 26 сентября).
Закавказский фронт продолжал Северо-кавказскую стратегическую оборонительную операцию (25 июля — 31 декабря).

### Сентябрь 1942 года
Ленинградский фронт и Волховский фронт начали Синявинскую операцию (19 августа — 10 октября).
Сталинградский фронт продолжал Сталинградскую стратегическую оборонительную операцию (17 июля — 18 ноября) и 30 сентября переименован в Донской фронт.
Юго-Восточный фронт продолжал Сталинградскую стратегическую оборонительную операцию (17 июля — 18 ноября), 30 сентября переименован в Сталинградский фронт.
Северо-Кавказский фронт завершил Новороссийскую операцию (19 августа — 26 сентября).
Закавказский фронт продолжал Северо-кавказскую стратегическую оборонительную операцию (25 июля — 31 декабря), Моздок-Малгобекскую операцию (1 сентября — 28 сентября) и Туапсинскую операцию (25 сентября — 20 декабря).

### Октябрь 1942 года
Ленинградский фронт и Волховский фронт завершили Синявинскую операцию (19 августа — 10 октября).
Донской фронт продолжал Сталинградскую стратегическую оборонительную операцию (17 июля — 18 ноября).
Сталинградский фронт продолжал Сталинградскую стратегическую оборонительную операцию (17 июля — 18 ноября).
Закавказский фронт продолжал Северо-кавказскую стратегическую оборонительную операцию (25 июля — 31 декабря), Нальчикско-Орджоникидзевскую операцию (25 октября — 12 ноября) и Туапсинскую операцию (25 сентября — 20 декабря).

### Ноябрь 1942 года
Калининский фронт начал Великолукскую наступательную операцию (24 ноября — 20 января 1943).
Калининский фронт и Западный фронт начали Вторую Ржевско-Сычёвскую операцию (25 ноября — 20 декабря).
Юго-Западный фронт, Донской фронт, Сталинградский фронт завершили Сталинградскую стратегическую оборонительную операцию (17 июля — 18 ноября) и начали Сталинградскую стратегическую наступательную операцию (19 ноября — 2 февраля).
Закавказский фронт продолжал Северо-кавказскую стратегическую оборонительную операцию (25 июля — 31 декабря), Туапсинскую операцию (25 сентября — 20 декабря) и завершил Нальчикско-Орджоникидзевскую операцию (25 октября — 12 ноября).

### Декабрь 1942 года
Калининский фронт и Западный фронт завершили Вторую Ржевско-Сычёвскую операцию (25 ноября — 20 декабря).
Воронежский фронт и Юго-Западный фронт в ходе Сталинградской битвы (17 июля — 2 февраля) провели Среднедонскую операцию (16 декабря — 30 декабря).
Донской фронт продолжал Сталинградскую стратегическую наступательную операцию (19 ноября — 2 февраля).
Сталинградский фронт в ходе Сталинградской битвы (17 июля — 2 февраля) провёл Котельниковскую операцию (12 декабря — 30 декабря).
Закавказский фронт завершил Туапсинскую операцию (25 сентября — 20 декабря) и Северо-кавказскую стратегическую оборонительную операцию (25 июля — 31 декабря).

## 1943 год

### Январь 1943 года
Ленинградский фронт и Волховский фронт провели Операцию «Искра» (12 января — 30 января).
Калининский фронт завершил Великолукскую наступательную операцию (24 ноября 1942 — 20 января).
Воронежский фронт и Брянский фронт начали Воронежско-Касторненскую операцию (24 января — 2 февраля).
Воронежский фронт провёл Острогожско-Россошанскую операцию (1 января — 22 февраля).
Юго-Западный фронт начал Миллерово-Ворошиловградскую операцию (1 января — 22 февраля) и Ворошиловградскую операцию (29 января — 18 февраля).
Донской фронт начал Операцию «Кольцо» (1943) (10 января — 2 февраля).
Закавказский фронт, Южный фронт и Северо-Кавказский фронт начали Северо-Кавказскую операцию (1 января — 4 февраля).

### Февраль 1943 года
Северо-Западный фронт провёл Демянскую операцию (15 февраля — 28 февраля).
Брянский фронт начал Малоархангельскую операцию (5 февраля — 2 марта).
Воронежский фронт завершил Острогожско-Россошанскую операцию (1 января — 22 февраля).
Воронежский фронт и Брянский фронт завершили Воронежско-Касторненскую операцию (24 января — 2 февраля).
Воронежский фронт, Брянский фронт, Юго-Западный фронт начали Харьковскую наступательную операцию (2 февраля — 3 марта).
Юго-Западный фронт завершил Миллерово-Ворошиловградскую операцию (1 января — 22 февраля) и Ворошиловградскую операцию (29 января — 18 февраля).
Донской фронт завершил Операцию «Кольцо» (1943) (10 января — 2 февраля).
Юго-Западный фронт, Донской фронт, Сталинградский фронт завершили Операцию «Уран» (19 ноября — 2 февраля). Донской фронт расформирован 15 февраля.
Центральный фронт сформирован 15 февраля, начал Севскую операцию (25 февраля — 28 марта).
Южный фронт провёл Ростовскую операцию (5 февраля — 18 февраля).
Закавказский фронт, Южный фронт и Северо-Кавказский фронт завершили Северо-Кавказскую операцию (1 января — 4 февраля).
Северо-Кавказский фронт начал Краснодарскую операцию (9 февраля — 24 мая).

### Март 1943 года
Северо-Западный фронт провёл Старорусскую операцию (4 марта — 19 марта).
Калининский фронт и Западный фронт провели Ржевско-Вяземскую операцию (2 марта — 31 марта).
Брянский фронт завершил Малоархангельскую операцию (5 февраля — 2 марта).
Воронежский фронт, Юго-Западный фронт завершили Харьковскую наступательную операцию (2 февраля — 3 марта).
Воронежский фронт, Брянский фронт, Юго-Западный фронт провели Харьковскую оборонительную операцию (4 марта — 25 марта).
Воронежский фронт провёл Рыльско-Сумскую операцию (4 марта — 28 марта).
Центральный фронт завершил Севскую операцию (25 февраля — 28 марта).
Северо-Кавказский фронт продолжал Краснодарскую операцию (9 февраля — 24 мая).

### Апрель 1943 года
Северо-Кавказский фронт проводил Краснодарскую операцию (9 февраля — 24 мая) и Воздушные сражения на Кубани (17 апреля — 7 июня).

### Май 1943 года
Северо-Кавказский фронт проводил Краснодарскую операцию (9 февраля — 24 мая) и Воздушные сражения на Кубани (17 апреля — 7 июня).

### Июнь 1943 года
Северо-Кавказский фронт проводил Воздушные сражения на Кубани (17 апреля — 7 июня).

### Июль 1943 года
Степной фронт создан 9 июля.
Центральный фронт, Воронежский фронт, Степной фронт начали Курскую стратегическую оборонительную операцию (5 июля — 23 июля).
Воронежский фронт 12 июля провёл Сражение под Прохоровкой.
Брянский фронт, Центральный фронт, Западный фронт начали Орловскую стратегическую наступательную операцию «Кутузов» (12 июля — 18 августа).
Юго-Западный фронт провёл Изюм-Барвенковскую операцию (17 июля — 27 июля).
Южный фронт начал Миусскую операцию (17 июля — 2 августа).

### Август 1943 года
Калининский фронт и Западный фронт начали Смоленскую операцию (7 августа — 2 октября).
Западный фронт провел Спас-Деменскую операцию (7 августа — 20 августа) и начал Ельнинско-Дорогобужскую операцию (28 августа — 6 сентября).
Брянский фронт, Центральный фронт, Западный фронт завершили Орловскую стратегическую наступательную операцию «Кутузов» (12 июля — 18 августа).
Воронежский фронт, Степной фронт провели Белгородско-Харьковскую операцию (3 августа — 23 августа).
Центральный фронт, Воронежский фронт, Степной фронт в ходе Битвы за Днепр (25 августа — 23 декабря) начали Черниговско-Полтавскую операцию (26 августа — 30 сентября).
Центральный фронт начал Черниговско-Припятскую операцию (26 августа — 30 сентября).
Воронежский фронт начал Сумско-Прилукскую операцию (26 августа — 30 сентября).
Степной фронт начал Полтавско-Кременчугскую операцию (26 августа — 30 сентября).
Южный фронт завершил Миусскую операцию (17 июля — 2 августа).
Юго-Западный фронт и Южный фронт начали Донбасскую операцию (13 августа — 22 сентября).

### Сентябрь 1943 года
Калининский фронт и Западный фронт продолжали Смоленскую операцию (7 августа — 2 октября).
Калининский фронт и Западный фронт продолжали Духовщинско-Демидовскую операцию (14 сентября — 2 октября).
Западный фронт завершил Ельнинско-Дорогобужскую операцию (28 августа — 6 сентября) и начал Смоленско-Рославльскую операцию (15 сентября — 2 октября).
Брянский фронт начал Брянскую операцию (1 сентября — 3 октября).
Центральный фронт, Воронежский фронт, Степной фронт в ходе Битвы за Днепр (25 августа — 23 декабря) завершили Черниговско-Полтавскую операцию (26 августа — 30 сентября).
Центральный фронт завершил Черниговско-Припятскую операцию (26 августа — 30 сентября).
Воронежский фронт завершил Сумско-Прилукскую операцию (26 августа — 30 сентября) и начал Днепровскую воздушно-десантную операцию (24 сентября — 28 ноября).
Степной фронт завершил Полтавско-Кременчугскую операцию (26 августа — 30 сентября).
Юго-Западный фронт и Южный фронт завершили Донбасскую операцию (13 августа — 22 сентября).
Степной фронт, Юго-Западный фронт и Южный фронт начали Нижнеднепровскую операцию (26 сентября — 20 декабря).
Южный фронт начал Мелитопольскую операцию (26 сентября — 5 ноября).
Северо-Кавказский фронт начал Новороссийско-Таманскую операцию (9 сентября — 9 октября) и провёл Новороссийскую десантную операцию (10 сентября — 16 сентября).

### Октябрь 1943 года
Калининский фронт и Западный фронт завершили Духовщинско-Демидовскую операцию (14 сентября — 2 октября) и Смоленскую операцию (7 августа — 2 октября).
Калининский фронт провёл Невельскую операцию (6 октября — 10 октября), 20 октября переименован в 1-й Прибалтийский фронт.
Западный фронт завершил Смоленско-Рославльскую операцию (15 сентября — 2 октября), начал Оршанскую операцию (12 октября — 2 декабря).
Брянский фронт завершил Брянскую операцию (1 сентября — 3 октября), 10 октября преобразован в Прибалтийский фронт, 20 октября переименован во 2-й Прибалтийский фронт.
Центральный фронт 20 октября переименован в Белорусский фронт.
Воронежский фронт 20 октября переименован в 1-й Украинский фронт, продолжал Днепровскую воздушно-десантную операцию (24 сентября — 28 ноября).
Степной фронт, Юго-Западный фронт и Южный фронт продолжали Нижнеднепровскую операцию (26 сентября — 20 декабря).
Степной фронт начал Пятихатскую операцию (15 октября — 23 ноября), 20 октября переименован во 2-й Украинский фронт.
Юго-Западный фронт провёл Запорожскую операцию (10 октября — 14 октября), 20 октября переименован в 3-й Украинский фронт, начал Днепропетровскую операцию (23 октября — 23 декабря).
Южный фронт 20 октября переименован в 4-й Украинский фронт, продолжал Мелитопольскую операцию (26 сентября — 5 ноября).
Северо-Кавказский фронт завершил Новороссийско-Таманскую операцию (9 сентября — 9 октября) и начал Керченско-Эльтигенскую десантную операцию (31 октября — 11 декабря).

### Ноябрь 1943 года
Западный фронт продолжал Оршанскую операцию (12 октября — 2 декабря).
Белорусский фронт провёл Гомельско-Речицкую операцию (10 ноября — 30 ноября).
1-й Украинский фронт провёл Днепровскую воздушно-десантную операцию (24 сентября — 28 ноября), Киевскую наступательную операцию (3 ноября — 13 ноября) и начал Киевскую оборонительную операцию (13 ноября — 23 декабря).
2-й Украинский фронт, 3-й Украинский фронт и 4-й Украинский фронт продолжали Нижнеднепровскую операцию (26 сентября — 20 декабря).
2-й Украинский фронт завершил Пятихатскую операцию (15 октября — 23 ноября) и начал Знаменскую операцию (20 ноября — 23 декабря).
3-й Украинский фронт продолжал Днепропетровскую операцию (23 октября — 23 декабря).
4-й Украинский фронт завершил Мелитопольскую операцию (26 сентября — 5 ноября).
Северо-Кавказский фронт продолжал Керченско-Эльтигенскую десантную операцию (31 октября — 11 декабря).

### Декабрь 1943 года
1-й Прибалтийский фронт провёл Городокскую операцию (13 декабря — 31 декабря).
Западный фронт завершил Оршанскую операцию (12 октября — 2 декабря).
1-й Украинский фронт завершил Киевскую оборонительную операцию (13 ноября — 23 декабря).
2-й Украинский фронт завершил Знаменскую операцию (20 ноября — 23 декабря).
3-й Украинский фронт завершил Днепропетровскую операцию (23 октября — 23 декабря).
2-й Украинский фронт, 3-й Украинский фронт и 4-й Украинский фронт завершили Нижнеднепровскую операцию (26 сентября — 20 декабря).
1-й Украинский фронт, 2-й Украинский фронт, 3-й Украинский фронт и 4-й Украинский фронт начали Днепровско-Карпатскую операцию (24 декабря — 17 апреля).
1-й Украинский фронт начал Житомирско-Бердичевскую операцию (24 декабря — 14 января).
Северо-Кавказский фронт завершил Керченско-Эльтигенскую десантную операцию (31 октября — 11 декабря).

## 1944 год

### Январь 1944 года
Ленинградский фронт и 2-й Прибалтийский фронт начали Ленинградско-Новгородскую операцию (14 января — 1 марта).
Ленинградский фронт и Волховский фронт провели Красносельско-Ропшинскую операцию (14 января — 30 января) и Новгородско-Лужскую операцию (14 января — 15 февраля).
Белорусский фронт провёл Калинковичско-Мозырскую операцию (8 января — 30 января).
1-й Украинский фронт, 2-й Украинский фронт, 3-й Украинский фронт и 4-й Украинский фронт продолжали Днепровско-Карпатскую операцию (24 декабря — 17 апреля).
1-й Украинский фронт завершил Житомирско-Бердичевскую операцию (24 декабря — 14 января).
1-й Украинский фронт начал Ровно-Луцкую операцию (27 января — 11 февраля).
1-й Украинский фронт и 2-й Украинский фронт начали Корсунь-Шевченковскую операцию (24 января — 17 февраля).
2-й Украинский фронт провёл Кировоградскую операцию (5 января — 16 января).
3-й Украинский фронт и 4-й Украинский фронт начали Никопольско-Криворожскую операцию (30 января — 29 февраля).

### Февраль 1944 года
Ленинградский фронт и 2-й Прибалтийский фронт продолжали Ленинградско-Новгородскую операцию (14 января — 1 марта).
Ленинградский фронт и Волховский фронт завершили Новгородско-Лужскую операцию (14 января — 15 февраля).
Западный фронт и 1-й Прибалтийский фронт начали Витебскую операцию (3 февраля — 13 марта).
2-й Белорусский фронт был образован 24 февраля.
1-й Белорусский фронт был образован 24 февраля, провёл Рогачёвско-Жлобинскую операцию (21 февраля — 26 февраля).
1-й Украинский фронт, 2-й Украинский фронт, 3-й Украинский фронт и 4-й Украинский фронт продолжали Днепровско-Карпатскую операцию (24 декабря — 17 апреля).
1-й Украинский фронт завершил Ровно-Луцкую операцию (27 января — 11 февраля).
1-й Украинский фронт и 2-й Украинский фронт завершили Корсунь-Шевченковскую операцию (24 января — 17 февраля).
3-й Украинский фронт и 4-й Украинский фронт завершили Никопольско-Криворожскую операцию (30 января — 29 февраля).

### Март 1944 года
Ленинградский фронт и 2-й Прибалтийский фронт завершили Ленинградско-Новгородскую операцию (14 января — 1 марта).
Ленинградский фронт начал Псковскую операцию (9 марта — 15 апреля).
2-й Белорусский фронт провёл Полесскую операцию (15 марта — 5 апреля).
Западный фронт и 1-й Прибалтийский фронт завершили Витебскую операцию (3 февраля — 13 марта).
1-й Украинский фронт, 2-й Украинский фронт, 3-й Украинский фронт и 4-й Украинский фронт продолжали Днепровско-Карпатскую операцию (24 декабря — 17 апреля).
1-й Украинский фронт, 2-й Украинский фронт начали Проскуровско-Черновицкую операцию (4 марта — 17 апреля).
2-й Украинский фронт начали Уманско-Ботошанскую операцию (5 марта — 17 апреля).
3-й Украинский фронт провели Березнеговато-Снигирёвскую операцию (6 марта — 18 марта) и Одесскую операцию (26 марта — 14 апреля).

### Апрель 1944 года
Ленинградский фронт завершил Псковскую операцию (9 марта — 15 апреля).
2-й Белорусский фронт завершил Полесскую операцию (15 марта — 5 апреля).
1-й Украинский фронт, 2-й Украинский фронт, 3-й Украинский фронт и 4-й Украинский фронт завершили Днепровско-Карпатскую операцию (24 декабря — 17 апреля).
1-й Украинский фронт, 2-й Украинский фронт завершили Проскуровско-Черновицкую операцию (4 марта — 17 апреля).
2-й Украинский фронт завершили Уманско-Ботошанскую операцию (5 марта — 17 апреля).
3-й Украинский фронт завершил Одесскую операцию (26 марта — 14 апреля).
4-й Украинский фронт начал Крымскую операцию (8 апреля — 12 мая).

### Май 1944 года
4-й Украинский фронт завершил Крымскую операцию (8 апреля — 12 мая).

### Июнь 1944 года
Карельский фронт и Ленинградский фронт начали Выборгско-Петрозаводскую операцию (10 июня — 9 августа) и Выборгскую операцию (10 июня — 20 июня).
1-й Прибалтийский фронт, 3-й Белорусский фронт, 2-й Белорусский фронт, 1-й Белорусский фронт начали Белорусскую операцию (23 июня — 29 августа).
1-й Прибалтийский фронт, 3-й Белорусский фронт провели Витебско-Оршанскую операцию (23 июня — 28 июня).
2-й Белорусский фронт провёл Могилёвскую операцию (24 июня — 29 июня).
1-й Белорусский фронт провёл Бобруйскую операцию (23 июня — 29 июня).
1-й Прибалтийский фронт, 3-й Белорусский фронт начали Минскую операцию (29 июня — 4 июля).
1-й Прибалтийский фронт начал Полоцкую операцию (29 июня — 4 июля).
4-й Украинский фронт был расформирован 31 мая.

### Июль 1944 года
Карельский фронт и Ленинградский фронт продолжали Выборгско-Петрозаводскую операцию (10 июня — 9 августа).
Карельский фронт начал Свирско-Петрозаводскую операцию (21 июля — 9 августа).
Ленинградский фронт провёл Нарвскую операцию (24 июля — 30 июля).
3-й Прибалтийский фронт провёл Псковско-Островскую операцию (11 июля — 31 июля).
2-й Прибалтийский фронт провёл Режицко-Двинскую операцию (10 июля — 27 июля).
1-й Прибалтийский фронт, 3-й Белорусский фронт, 2-й Белорусский фронт, 1-й Белорусский фронт продолжали Белорусскую операцию (23 июня — 29 августа).
1-й Прибалтийский фронт, 3-й Белорусский фронт завершили Минскую операцию (29 июня — 4 июля).
1-й Прибалтийский фронт завершил Полоцкую операцию (29 июня — 4 июля) и начал Шяуляйскую операцию (5 июля — 31 июля).
3-й Белорусский фронт провёл Вильнюсскую операцию (5 июля — 20 июля) и начал Каунасскую операцию (28 июля — 28 августа).
2-й Белорусский фронт провёл Белостокскую операцию (5 июля — 27 июня).
1-й Белорусский фронт начал Люблин-Брестскую операцию (18 июля — 2 августа).
1-й Украинский фронт и 4-й Украинский фронт начали Львовско-Сандомирскую операцию (13 июля — 29 августа).

### Август 1944 года
Карельский фронт и Ленинградский фронт завершили Выборгско-Петрозаводскую операцию (10 июня — 9 августа).
Карельский фронт завершил Свирско-Петрозаводскую операцию (21 июля — 9 августа).
3-й Прибалтийский фронт начал Тартускую операцию (10 августа — 6 сентября).
2-й Прибалтийский фронт провёл Мадонскую операцию (1 августа — 28 августа).
1-й Прибалтийский фронт, 3-й Белорусский фронт, 2-й Белорусский фронт, 1-й Белорусский фронт завершили Белорусскую операцию (23 июня — 29 августа).
3-й Белорусский фронт завершил Каунасскую операцию (28 июля — 28 августа).
2-й Белорусский фронт провёл Осовецкую операцию (6 августа — 14 августа) и начал Ломжа-Ружанскую операцию (30 августа — 2 ноября).
1-й Белорусский фронт завершил Люблин-Брестскую операцию (18 июля — 2 августа) и начал Сероцкую операцию (30 августа — 2 ноября).
4-й Украинский фронт был образован 5 августа.
1-й Украинский фронт и 4-й Украинский фронт завершили Львовско-Сандомирскую операцию (13 июля — 29 августа).
2-й Украинский фронт и 3-й Украинский фронт провели Ясско-Кишинёвскую операцию (20 августа — 29 августа).
2-й Украинский фронт начал Бухарестско-Арадскую операцию (30 августа — 3 октября).

### Сентябрь 1944 года
Ленинградский фронт, 3-й Прибалтийский фронт, 2-й Прибалтийский фронт, 1-й Прибалтийский фронт, 3-й Белорусский фронт начали Прибалтийскую операцию (14 сентября — 24 ноября).
Ленинградский фронт провёл Таллинскую операцию (17 сентября — 26 сентября) и начал Моонзундскую операцию (27 сентября — 24 ноября).
3-й Прибалтийский фронт завершил Тартускую операцию (10 августа — 6 сентября).
3-й Прибалтийский фронт, 2-й Прибалтийский фронт, 1-й Прибалтийский фронт начали Рижскую операцию (14 сентября — 22 октября).
2-й Белорусский фронт начал Ломжа-Ружанскую операцию (30 августа — 2 ноября).
1-й Белорусский фронт начал Сероцкую операцию (30 августа — 2 ноября).
1-й Украинский фронт и 4-й Украинский фронт начали Восточно-Карпатскую операцию (8 сентября — 28 октября) и Карпатско-Дуклинскую операцию (8 сентября — 28 октября).
4-й Украинский фронт начал Карпатско-Ужгородскую операцию (9 сентября — 28 октября).
2-й Украинский фронт продолжал Бухарестско-Арадскую операцию (30 августа — 3 октября).
3-й Украинский фронт провёл Болгарскую операцию (5 сентября — 9 сентября) и начал Белградскую операцию (28 сентября — 20 октября).

### Октябрь 1944 года
Карельский фронт провёл Петсамо-Киркенесскую операцию (7 октября — 29 октября).
Ленинградский фронт, 3-й Прибалтийский фронт, 2-й Прибалтийский фронт, 1-й Прибалтийский фронт, 3-й Белорусский фронт продолжали Прибалтийскую операцию (14 сентября — 24 ноября).
Ленинградский фронт продолжал Моонзундскую операцию (27 сентября — 24 ноября).
3-й Прибалтийский фронт, 2-й Прибалтийский фронт, 1-й Прибалтийский фронт завершили Рижскую операцию (14 сентября — 22 октября).
3-й Прибалтийский фронт 16 октября был расформирован.
1-й Прибалтийский фронт и 3-й Белорусский фронт провели Мемельскую операцию (5 октября — 22 октября).
3-й Белорусский фронт провёл Гумбиннен-Гольдапскую операцию (16 октября — 30 октября).
2-й Белорусский фронт продолжал Ломжа-Ружанскую операцию (30 августа — 2 ноября).
1-й Белорусский фронт продолжал Сероцкую операцию (30 августа — 2 ноября).
1-й Украинский фронт и 4-й Украинский фронт завершили Восточно-Карпатскую операцию (8 сентября — 28 октября) и Карпатско-Дуклинскую операцию (8 сентября — 28 октября).
4-й Украинский фронт завершил Карпатско-Ужгородскую операцию (9 сентября — 28 октября).
2-й Украинский фронт завершил Бухарестско-Арадскую операцию (30 августа — 3 октября), провел Дебреценскую операцию (6 октября — 28 октября).
3-й Украинский фронт завершил Белградскую операцию (28 сентября — 20 октября).
2-й Украинский фронт и 3-й Украинский фронт начали Будапештскую операцию (29 октября — 13 февраля).

### Ноябрь 1944 года
Карельский фронт завершил освобождение Петсамской области и 9 ноября перешёл к обороне.
Ленинградский фронт, 3-й Прибалтийский фронт, 2-й Прибалтийский фронт, 1-й Прибалтийский фронт, 3-й Белорусский фронт завершили Прибалтийскую операцию (14 сентября — 24 ноября).
Ленинградский фронт завершил Моонзундскую операцию (27 сентября — 24 ноября).
2-й Белорусский фронт завершил Ломжа-Ружанскую операцию (30 августа — 2 ноября).
1-й Белорусский фронт завершил Сероцкую операцию (30 августа — 2 ноября) и 12 ноября перешёл к обороне на варшавском направлении.
1-й Украинский фронт 2 ноября завершил боевые действия по расширению плацдарма на реке Висла в районе Сандомира, 30 ноября в Чехословакии достиг реки Ондавы и перешёл к обороне.
4-й Украинский фронт начал Ондавскую операцию (20 ноября — 15 декабря).
2-й Украинский фронт и 3-й Украинский фронт продолжали Будапештскую операцию (29 октября — 13 февраля).
3-й Украинский фронт начал Апатин-Капошварскую операцию (7 ноября — 10 декабря).

### Декабрь 1944 года
4-й Украинский фронт завершил Ондавскую операцию (20 ноября — 15 декабря).
2-й Украинский фронт и 3-й Украинский фронт продолжали Будапештскую операцию (29 октября — 13 февраля).
3-й Украинский фронт завершил Апатин-Капошварскую операцию (7 ноября — 10 декабря).

## 1945 год

### Январь 1945 года
1-й Прибалтийский фронт, 3-й Белорусский фронт и 2-й Белорусский фронт начали Восточно-Прусскую операцию (13 января — 25 апреля).
3-й Белорусский фронт провёл Инстербургско-Кёнигсбергскую операцию (13 января — 27 января).
2-й Белорусский фронт провёл Млавско-Эльбингскую операцию (14 января — 26 января).
1-й Белорусский фронт и 1-й Украинский фронт начали Висло-Одерскую операцию (12 января — 3 февраля).
1-й Белорусский фронт начал Варшавско-Познанскую операцию (14 января — 3 февраля).
1-й Украинский фронт начал Сандомирско-Силезскую операцию (12 января — 3 февраля).
4-й Украинский фронт и 2-й Украинский фронт начали Западно-Карпатскую операцию (12 января — 18 февраля).
2-й Украинский фронт и 3-й Украинский фронт продолжали Будапештскую операцию (29 октября — 13 февраля).

### Февраль 1945 года
2-й Прибалтийский фронт начал Курляндскую операцию (16 февраля — 8 мая).
1-й Прибалтийский фронт, 3-й Белорусский фронт и 2-й Белорусский фронт продолжали Восточно-Прусскую операцию (13 января — 25 апреля).
1-й Прибалтийский фронт 4 февраля завершил операцию по разгрому группировки противника в районе Клайпеды (25 января — 4 февраля), 24 февраля был преобразован в Земландскую группу войск в составе 3-го Белорусского фронта.
2-й Белорусский фронт и 1-й Белорусский фронт начали Восточно-Померанскую операцию (10 февраля — 4 апреля).
1-й Белорусский фронт и 1-й Украинский фронт завершили Висло-Одерскую операцию (12 января — 3 февраля).
1-й Белорусский фронт завершил Варшавско-Познанскую операцию (14 января — 3 февраля) и начал боевые действия по удержанию и расширению плацдарма на реке Одер в районе города Кюстрин (3 февраля — 30 марта).
1-й Украинский фронт завершил Сандомирско-Силезскую операцию (12 января — 3 февраля) и провёл Нижне-Силезскую операцию (8 января — 24 февраля).
4-й Украинский фронт и 2-й Украинский фронт завершили Западно-Карпатскую операцию (12 января — 18 февраля).
2-й Украинский фронт и 3-й Украинский фронт завершили Будапештскую операцию (29 октября — 13 февраля).

### Март 1945 года
2-й Прибалтийский фронт продолжал Курляндскую операцию (16 февраля — 8 мая).
1-й Прибалтийский фронт, 3-й Белорусский фронт и 2-й Белорусский фронт продолжали Восточно-Прусскую операцию (13 января — 25 апреля).
2-й Белорусский фронт и 1-й Белорусский фронт продолжали Восточно-Померанскую операцию (10 февраля — 4 апреля).
1-й Белорусский фронт завершил боевые действия по удержанию и расширению плацдарма на реке Одер в районе города Кюстрин (3 февраля — 30 марта).
1-й Украинский фронт отразил контрудар противника, нанесенный 3 марта из района Лаубан в направлении на Глогау, и провёл Верхне-Силезскую наступательную операцию (15 марта — 31 марта).
4-й Украинский фронт начал Моравска-Остравскую наступательную операцию (10 марта — 5 мая).
2-й Украинский фронт и 3-й Украинский фронт начали Венскую операцию (16 марта — 15 апреля).
2-й Украинский фронт провёл Банска-Быстрицкую наступательную операцию (10 марта — 30 марта) и начал Братиславско-Брновскую наступательную операцию (25 марта — 5 мая).
3-й Украинский фронт провёл Балатонскую оборонительную операцию (6 марта — 15 марта).

### Апрель 1945 года
Ленинградский фронт проводил Курляндскую операцию (10 июня — 8 мая).
3-й Белорусский фронт завершил Восточно-Прусскую операцию (13 января — 25 апреля).
2-й Белорусский фронт завершил Восточно-Померанскую операцию (10 февраля — 4 апреля) и участвовал в проведении Берлинской наступательной операции (16 апреля — 8 мая).
1-й Белорусский фронт завершил Восточно-Померанской операции (10 февраля — 4 апреля) и участвовал в проведении Берлинской наступательной операции (16 апреля — 8 мая).
1-й Украинский фронт участвовал в проведении Берлинской наступательной операции (16 апреля — 8 мая).
4-й Украинский фронт проводил Моравска-Остравскую наступательную операцию (10 марта — 5 мая).
2-й Украинский фронт завершил Венскую операцию (16 марта — 15 апреля) и проводил Братиславско-Брновскую наступательную операцию (25 марта — 5 мая).
3-й Украинский фронт завершил Венскую операцию (16 марта — 15 апреля).

### Май 1945 года
Ленинградский фронт завершил Курляндскую операцию (16 февраля — 8 мая).
3-й Белорусский фронт 8 мая принял капитуляцию группировки противника в районе устья реки Вислы.
2-й Белорусский фронт завершил Берлинскую наступательную операцию (16 апреля — 8 мая)
и 8 мая принял капитуляцию группировки противника в районе устья реки Вислы восточнее Данцига и на косе Путцигер-Нерунг северо-восточнее Гдыни.
1-й Белорусский фронт завершил Берлинскую наступательную операцию (16 апреля — 8 мая).
1-й Украинский фронт завершил Берлинскую наступательную операцию (16 апреля — 8 мая) и провёл Пражскую операцию (6 мая — 11 мая).
4-й Украинский фронт завершил Моравска-Остравскую наступательную операцию (10 марта — 5 мая) и провёл Пражскую операцию (6 мая — 11 мая).
2-й Украинский фронт завершил Братиславско-Брновскую наступательную операцию (25 марта — 5 мая) и провёл Пражскую операцию (6 мая — 11 мая).
3-й Украинский фронт завершил освобождение восточной части Австрии.